# Ancylandrena koebelei
Ancylandrena koebelei är en biart som först beskrevs av Timberlake 1951.  Ancylandrena koebelei ingår i släktet Ancylandrena och familjen grävbin. Inga underarter finns listade i Catalogue of Life.